# Sincrotrone

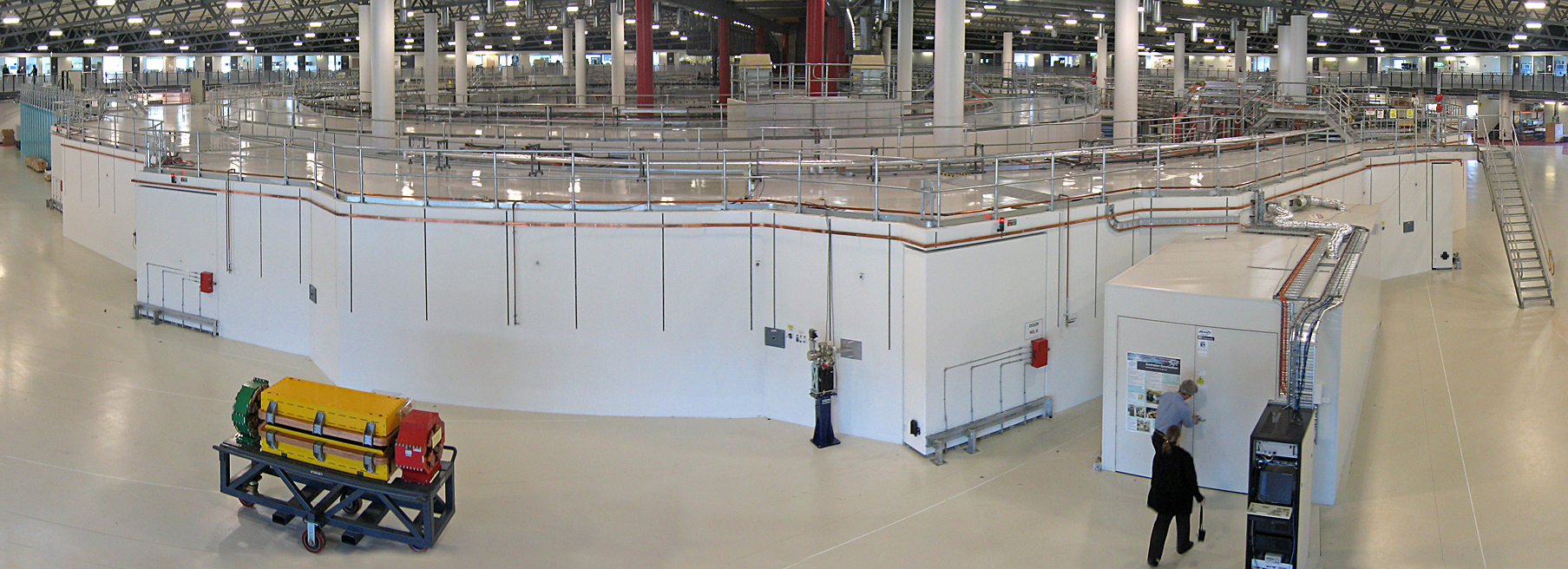
Interno dell'Australian Synchrotron facility

Il sincrotrone è un tipo di acceleratore di particelle circolare e ciclico, in cui il campo magnetico (necessario per curvare la traiettoria delle particelle) e il campo elettrico variabile (che accelera le particelle) sono sincronizzati con il fascio delle particelle stesse.

## Tipi di sincrotrone
Esistono due tipi distinti di sincrotrone, che si differenziano per l'uso a cui vengono destinati:
1. I sincrotroni per lo studio della fisica nucleare sono costruiti in modo da accelerare e far collidere tra loro particelle nucleari e subnucleari;
2. I sincrotroni per lo studio della chimica-fisica dello stato solido e delle superfici sono costruiti in modo da produrre radiazione elettromagnetica.

### Sincrotroni per lo studio della fisica subnucleare
I sincrotroni per lo studio della fisica delle particelle elementari sono costruiti in modo da produrre eventi caratteristici della fisica subnucleare. Per questo motivo accelerano delle particelle, solitamente elettroni e positroni, oppure protoni e anti-protoni a velocità prossime a quella della luce. I macchinari di questo tipo erano estremamente diffusi negli anni cinquanta e sessanta quando la ricerca della fisica nucleare era al suo apice. Oggi le energie richieste per lo studio approfondito della fisica nucleare sono talmente elevate da permettere la costruzione di pochissimi acceleratori competitivi in tutto il mondo. Di conseguenza non si utilizza più il termine "sincrotrone" per riferirsi agli acceleratori per la fisica subnucleare che vengono piuttosto indicati con il termine inglese collider (collisore).
Uno dei primi grandi sincrotroni operativi è stato il Bevatron del Lawrence Berkeley National Laboratory, costruito nel 1954. Venne così chiamato perché la sua energia iniziale era dell'ordine dei 6,3 GeV, che in inglese era indicato come 6,3 Billion of electronvolts, abbreviati in BeV. Con questa macchina vennero creati elementi chimici artificiali previsti dalla tavola periodica. Nel 1955 venne scoperto l'antiprotone e l'anno successivo l'antineutrone. In questi stessi laboratori fu installata una delle prime camere a bolle utilizzata per esaminare le particelle generate dagli scontri tra i protoni prodotti con l'acceleratore e atomi su targhetta fissa.
Il più grande dispositivo di questo tipo proposto è il Superconducting Super Collider (SSC), che si sarebbe dovuto costruire negli Stati Uniti e avrebbe utilizzato magneti superconduttori. Il progetto, già in fase di costruzione fu annullato dal governo per i costi eccessivi. Gli sforzi mondiali si sono concentrati sulla costruzione del grande acceleratore LHC (Large Hadron Collider) al CERN, in Europa. Si tratta di un incremento notevole nella tecnologia degli acceleratori e di tutte le tecnologie accessorie (superconduttività, refrigerazione, rivelatori, analisi dei dati ecc). La macchina, inaugurata ufficialmente il 21 ottobre 2008, ha raggiunto energie di 7 TeV nel 2010, due anni dopo sono state effettuate collisioni all'energia record di 8 TeV, record che verrà nuovamente superato nel 2015 quando LHC inizierà a raggiungere la sua energia finale definitiva: 14 TeV.
L'Italia ha una lunga tradizione nella realizzazione di macchine di questo tipo. Nel 1958 vede la luce l'Elettrosincrotrone di Frascati, voluto dal neocostituito Comitato Nazionale per le Ricerche Nucleari (CNRN), poi diventato CNEN nel 1960 e costruito con l'aiuto dell'allora dirigente Luciano Cesarini. Proprio nel 1960, a seguito della geniale intuizione del fisico Bruno Touschek, viene realizzata in questi laboratori AdA (Anello di Accumulazione), la prima macchina al mondo a fasci incrociati (collider). L'idea rivoluzionaria è quella di far circolare nell'anello in direzioni opposte fasci di particelle ed antiparticelle, facendole collidere in punti definiti. Questo schema permette di sfruttare tutta l'energia del fascio e da allora è stato adottato da moltissime macchine acceleratrici nel mondo. Dopo la realizzazione del prototipo AdA, nel 1967 venne costruito il fratello maggiore ADONE, utilizzato anche come sorgente di luce di sincrotrone.
Nel 1971 l'INFN viene separato dal CNEN (che nel 1982 diventerà ENEA) divenendo un ente pubblico e nell'anno successivo i laboratori di Frascati vengono divisi, tra CNEN ed INFN. ADONE resterà in gestione a quest'ultimo ente fino al suo spegnimento, avvenuto nel 1993, per far posto alla nuova macchina DAΦNE. Oggi in Italia opera una moderna sorgente di Luce di Sincrotrone nell'AREA science park di Trieste, che ospita anche il progetto EUFELE (European Storage Ring Free Electron Laser).

#### Funzionamento

Grafico dell'anello di accumulazione di un sincrotrone

Il sincrotrone deriva dal ciclotrone, nel quale è utilizzato un campo magnetico costante ed un campo elettrico alternato a frequenza costante. Una variante è il sincrociclotrone, dove il campo magnetico oppure la frequenza del campo elettrico sono variabili in funzione dell'aumentare dell'energia posseduta dalle particelle. Nel sincrotrone, entrambi i campi sono controllati in modo da mantenere l'orbita del fascio di particelle all'interno di un contenitore a forma di toroide (la forma di una ciambella col buco) cavo all'interno del quale sia stato praticato il vuoto. Nella pratica, per macchine di raggio maggiore, vengono usate brevi sezioni diritte, per cui la forma complessiva è poligonale con spigoli arrotondati. Ad ogni angolo è presente un magnete per curvare la traiettoria del fascio.
L'energia massima ottenibile da un acceleratore circolare è limitata dall'intensità dei campi magnetici e dal raggio massimo dell'orbita delle particelle. Nel ciclotrone il raggio è limitato dalla dimensione della camera cilindrica in cui le particelle si allargano a spirale dal centro. Il campo magnetico prodotto da un magnete ordinario è limitata dalla saturazione del materiale, raggiunta quando tutti i domini magnetici sono allineati. La disposizione di coppie di magneti ordinari lungo tutta la traiettoria di un acceleratore comporterebbe costi elevati.
Nei sincrotroni queste limitazioni sono superate utilizzando fasci molto stretti focalizzati da magneti piccoli ma il cui campo è molto focalizzato. Il limite di energia applicabile al fascio è determinato dal fatto che una particella carica soggetta ad accelerazione emette energia sotto forma di fotoni. Quando l'energia perduta per emissione elettromagnetica equivale a quella fornita ad ogni ciclo, il fascio non può essere ulteriormente accelerato. Questo limite viene aumentato costruendo acceleratori di raggio maggiore e aggiungendo ad ogni tratto rettilineo numerose cavità a microonde in grado di accelerare ulteriormente il fascio. Le particelle più leggere (per esempio gli elettroni) perdono una frazione maggiore di energia, per questo negli acceleratori maggiori vengono usate particelle cariche pesanti, come protoni e nuclei atomici.

### Sincrotroni per la produzione di radiazione

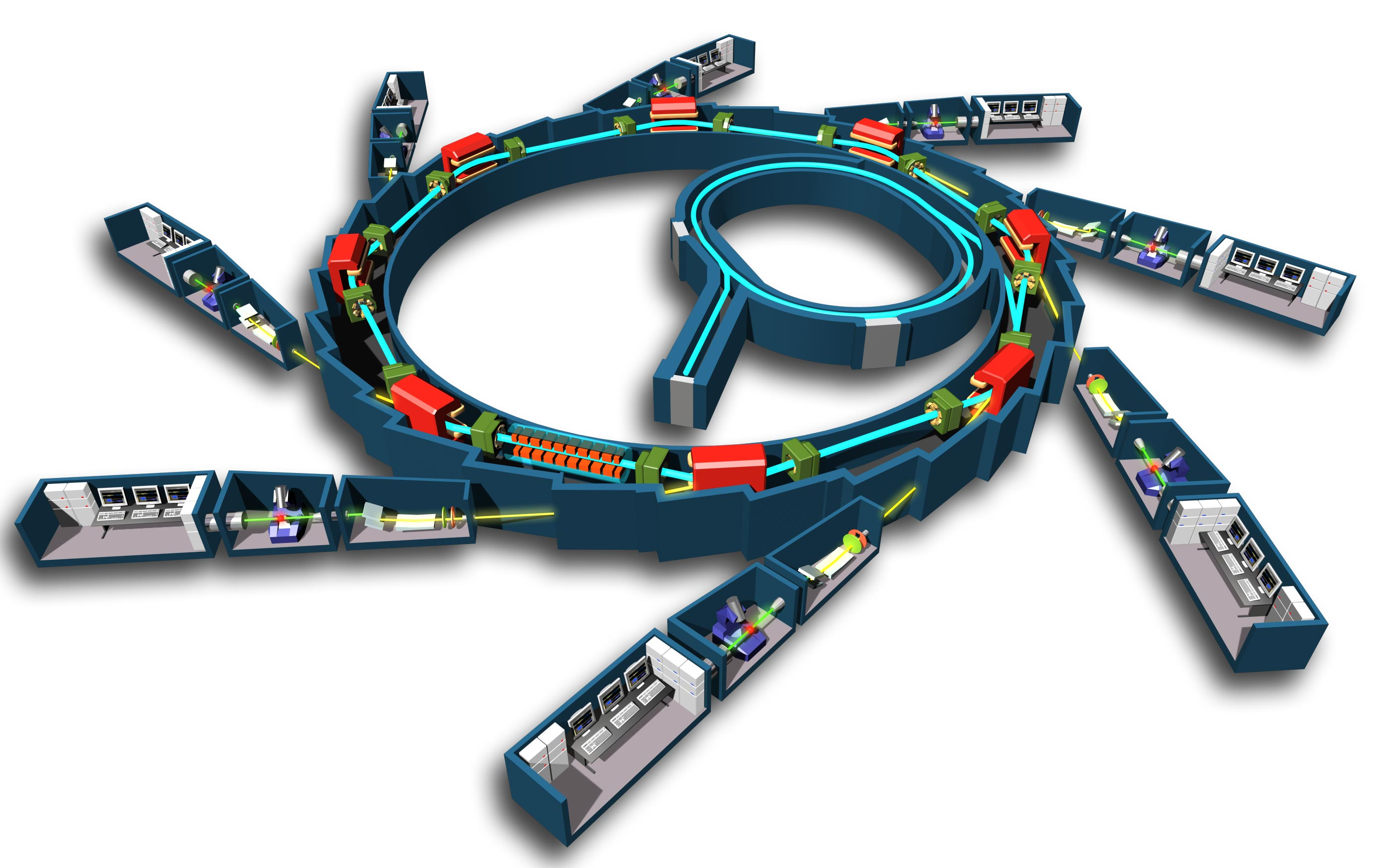
Schema di principio di un sincrotrone per la produzione di radiazione

La maggior parte dei sincrotroni in funzione oggi vengono usati per la produzione di raggi X collimati e relativamente monocromatici, la cosiddetta radiazione di sincrotrone.
Da un punto di vista pratico i sincrotroni sono l'evoluzione delle macchine per la produzione di raggi X a catodo in uso fin dall'inizio del XX secolo. La radiazione viene utilizzata per lo studio della fisica dello stato solido e delle superfici.

#### Funzionamento
Questi macchinari sono molto più piccoli e relativamente meno costosi dei moderni collisori in quanto funzionano solitamente a energia molto più bassa, dell'ordine di qualche GeV. Inoltre utilizzano sempre elettroni perché la loro energia può essere controllata con maggior precisione.
I primi sincrotroni avevano una struttura uguale a quella dei collisori ma, in corrispondenza delle curve dell'anello di accumulazione, dove l'accelerazione subita dagli elettroni provoca l'emissione di radiazione, erano presenti delle finestre da cui la radiazione veniva estratta e trasportata alle camere sperimentali.

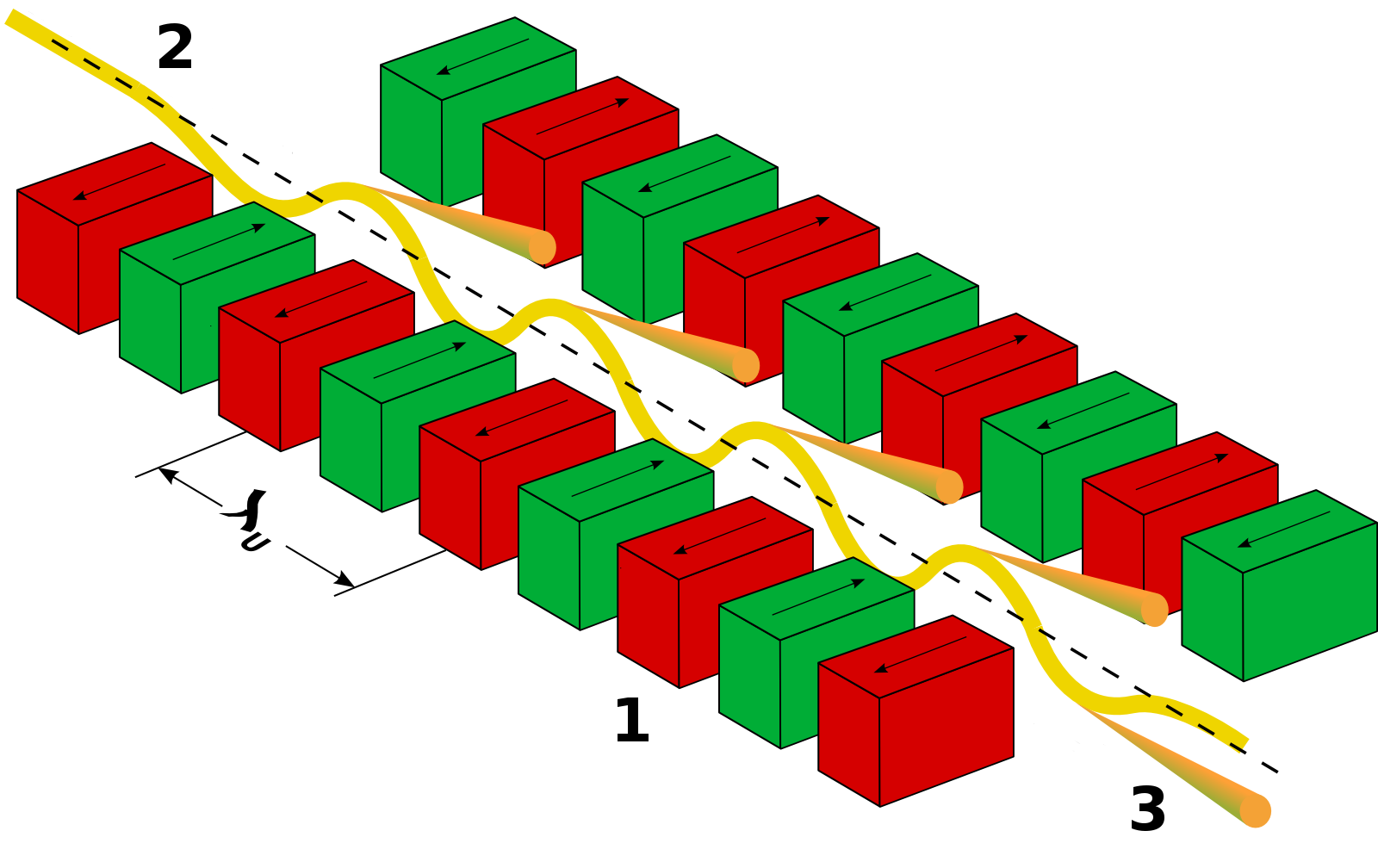
Schema di un ondulatore. 1) magneti 2) fascio elettronico 3) radiazione di sincrotrone

I sincrotroni di nuova generazione, costruiti a partire dagli anni novanta, sono invece molto diversi dai collisori in quanto contengono dei sistemi di magneti progettati in modo da stimolare la produzione di radiazione elettromagnetica. Questi sistemi, detti ondulatori forzano gli elettroni a percorrere delle traiettorie sinusoidali o a spirale; permettono la produzione di luce molto più collimata e persino polarizzata circolarmente nella maniera desiderata.
In Italia il più potente sincrotrone operativo è quello installato nell'AREA science park di Trieste. La macchina fa parte del complesso ELETTRA, in grado di produrre fasci con energia di 2-2,4 GeV, a disposizione della comunità scientifica internazionale per esperimenti in molti campi della fisica, della chimica e dell'ingegneria dei materiali.

#### Applicazioni
La radiazione elettromagnetica prodotta dall'accelerazione di particelle cariche all'interno del sincrotrone è chiamata Radiazione di sincrotrone ed ha diversi utilizzi.
- Cristallografia di proteine e grandi molecole organiche e non
- Analisi chimiche per determinazioni di composizione
- Osservazione di cellule viventi e le loro interazioni molecolari
- Incisione di chip elettronici
- Analisi e controllo di semiconduttori
- Studi di fluorescenza
- Individuazione di droga
- Analisi di materiali in geologia
- Diagnosi per immagini in medicina

## Elenco dei principali sincrotroni
| Nome                                                                                | Acronimo del nome | Località          | Note           |
| ----------------------------------------------------------------------------------- | ----------------- | ----------------- | -------------- |
| Advanced Light Source                                                               | ALS               | Berkeley          |                |
| Advanced Photon Source                                                              | APS               | Argonne           |                |
| ALBA Synchrotron                                                                    | ALBA              | Barcellona        |                |
| ANKA Synchrotron Strahlungsquelle                                                   |                   | Karlsruhe         |                |
| Australian Synchrotron                                                              |                   | Melbourne         | In costruzione |
| Beijing Synchrotron Radiation Facility                                              | BSRF              | Pechino           |                |
| Berliner Elektronenspeicherring-Gesellschaft für Synchrotronstrahlung               | BESSY             | Berlino           |                |
| Bevatron                                                                            |                   | Berkeley          | Demolito       |
| Canadian Light Source                                                               | CLS               | Saskatoon         |                |
| Center for Advanced Microstructures and Devices                                     | CAMD              | Baton Rouge       |                |
| Center for Advanced Technology (INDUS-1 and INDUS-2)                                |                   | Indore            |                |
| Centro Nazionale di Adroterapia Oncologica                                          | CNAO              | Pavia             |                |
| Cornell High Energy Synchrotron Source                                              | CHESS             | Ithaca            |                |
| DAΦNE                                                                               |                   | Frascati          |                |
| Diamond                                                                             |                   | Didcot            |                |
| Dortmund Electron Test Accelerator                                                  | DELTA             | Dortmund          |                |
| Electron Stretcher Accelerator                                                      | ELSA              | Bonn              |                |
| Electrotechnical Laboratory Electron Accelerator Facility (NIJI-II, NIJI-IV, TERAS) |                   | Tsukuba           |                |
| Elettra Sincrotrone Trieste                                                         | Elettra           | Trieste           |                |
| European Synchrotron Radiation Facility                                             | ESRF              | Grenoble          |                |
| Hamburger Synchrotronstrahlungslabor                                                | HASYLAB           | Amburgo           |                |
| Institute for Storage Ring Facilities                                               | ISA, ASTRID       | Aarhus            |                |
| Laboratoire pour l'Utilisation du Rayonnement Electromagnétique                     | LURE              | Orsay             |                |
| Laboratório Nacional de Luz Síncrotron                                              | Sirius            | San Paolo         |                |
| Large Hadron Collider                                                               | LHC               | Ginevra           |                |
| MAX-lab                                                                             |                   | Lund              |                |
| Nano-hana Project                                                                   |                   | Ichihara          |                |
| National Synchrotron Light Source                                                   | NSLS              | Brookhaven        |                |
| National Synchrotron Radiation Laboratory                                           | NSRL              | Hefei             |                |
| National Synchrotron Radiation Research Center                                      | NSRRC             | Hsinchu           |                |
| National Synchrotron Research Center                                                | NSRC              | Nakhon Ratchasima |                |
| Photon Factory                                                                      | PF                | Tsukuba           |                |
| Pohang Accelerator Laboratory                                                       |                   | Pohang            |                |
| Proton Synchrotron                                                                  | PS                | Ginevra           |                |
| Siberian Synchrotron Radiation Centre                                               | SSRC              | Novosibirsk       |                |
| Singapore Synchrotron Light Source                                                  | SSLS              | Singapore         |                |
| SOLEIL Synchrotron                                                                  |                   | Saint-Aubin       |                |
| Stanford Synchrotron Radiation Laboratory                                           | SSRL              | Menlo Park        |                |
| Super Photon Ring - 8 GeV (SPring8)                                                 |                   | Nishi-Harima      |                |
| Super Proton Synchrotron                                                            | SPS               | Ginevra           |                |
| Swiss Light Source                                                                  | SLS               | Villigen          |                |
| Synchrotron Radiation Center                                                        | SRC               | Madison           |                |
| Synchrotron Radiation Source                                                        | SRS               | Daresbury         |                |
| Synchrotron Ultraviolet Radiation Facility (SURF III)                               |                   | Gaithersburg      |                |
| UVSOR Facility                                                                      |                   | Okazaki           |                |
| VSX Light Source                                                                    |                   | Kashiwa           |                |
| Max IV                                                                              |                   | Lund              | In costruzione |